# Kuistlema raba
Kuistlema raba är en mosse i nordvästra Estland. Den ligger i landskapet Läänemaa och på gränsen till Raplamaa, 60 km sydväst om huvudstaden Tallinn.
Kuistlema raba ligger omedelbart söder om småköpingen Risti. Den avgränsas i norr av riksväg 9, i väster av riksväg 10 och i öster av vattendraget Liivi jõgi som också avvattnar Kuistlema raba.